# Son jarocho
Son jarocho ("Som de Veracruz") é um estilo musical folclórico regional do Son mexicano de Veracruz, um estado mexicano ao longo do Golfo do México. Esse gênero evoluiu nos últimos dois séculos e ao longo das porções costeiras do sul dos estados de Tamaulipas e Veracruz, daí o termo jarocho, um termo coloquial para pessoas ou coisas da cidade portuária de Veracruz.

## Características
Representa uma fusão de elementos musicais espanhóis (andaluzes e canários) e africanos, refletindo a população que evoluiu na região desde os tempos coloniais espanhóis. As letras incluem versos humorísticos e assuntos como amor, natureza, marinheiros e criação de gado que refletem a vida no México colonial e do século XIX. Os versos são frequentemente compartilhados com o repertório mexicano e hispânico caribenho mais amplo e alguns até foram emprestados de obras famosas de escritores do "Siglo de Oro" espanhol. Geralmente é performado por um conjunto de músicos e instrumentos que são chamados coletivamente de "conjunto jarocho".

## Instrumentos
Os instrumentos mais comumente associados ao son jarocho são a jarana jarocha, um pequeno instrumento semelhante a um violão; o requinto jarocho, outro pequeno instrumento semelhante a um violão; a diatônica harpa jarocha; a leona, um tipo de contrabaixo acústico, e às vezes um complemento de instrumentos de percussão como o pandero (especialmente no estilo de Tlacotalpan), a quijada (um instrumento feito de mandíbula de burro ou cavalo) ou o güiro. Alguns grupos adicionam a marímbula, um baixo de caixa de chave depenada e o cajón (embora seja a versão peruana, não o cajón de tapeo mexicano).

## Sonese grupos

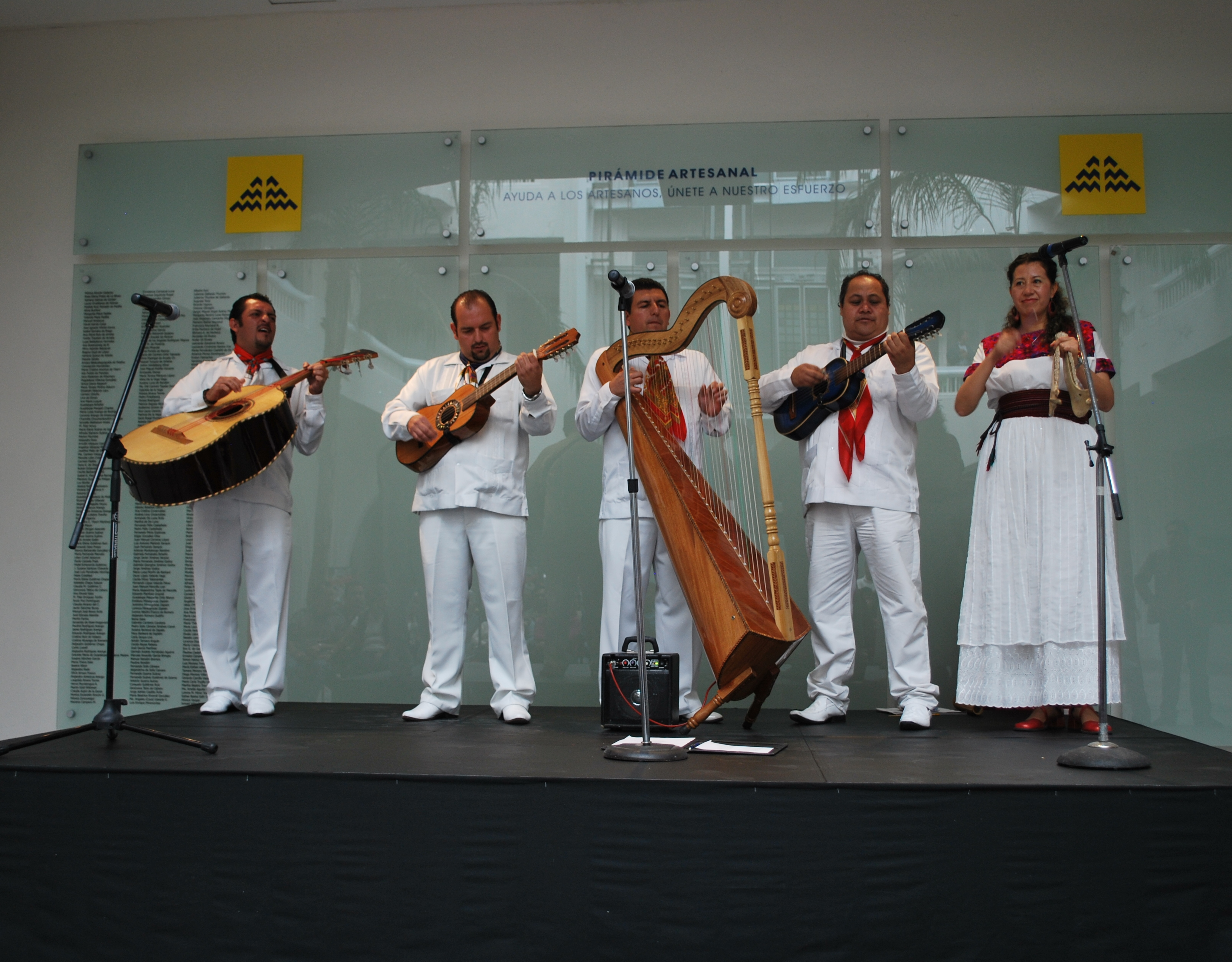
Grupo de Son Jarocho Zarahuato se apresentando no Museo de Arte Popular.

O son jarocho mais conhecido é "La Bamba", que se popularizou através da versão de Ritchie Valens e do filme americano de mesmo nome. Outros famosos sones jarochos são "El Coco" e "La Iguana" e "El Cascabel", todos eles com forma de chamada e resposta, e "El Chuchumbé", "La Bruja".
Fermin Herrera (um harpista Jarocho) ensinou muitas pessoas, como John Robles e Antonio Moraza, a tocar. É por causa dele que muitos grupos nos Estados Unidos tocam ou até conhecem o son jarocho. Mais recentemente, instrumentos e ritmos de son jarocho têm sido utilizados por grupos de rock como a Café Tacuba, Quetzal , 22 Pesos, Ozomatli e Zack de la Rocha. Os roqueiros Los Lobos também gravaram no gênero Jarocho, assim como a artista mexicana-americana Lila Downs. O primeiro grupo de Son jarocho a ser nomeado para um Grammy Award foi o Los Cojolites.